# Mala Grabovnica (Leskovac)
Pour les articles homonymes, voir Mala Grabovnica.
Mala Grabovnica (en serbe cyrillique : Мала Грабовница) est un village de Serbie situé sur le territoire de la Ville de Leskovac, district de Jablanica. Au recensement de 2011, il comptait 253 habitants.

## Démographie
| 1948 | 1953 | 1961 | 1971 | 1981 | 1991 | 2002 | 2011 |
| ---- | ---- | ---- | ---- | ---- | ---- | ---- | ---- |
| 401  | 413  | 398  | 347  | 326  | 350  | 275  | 253  |

|  |